# ويليام جي. بي. ماكميلان
ويليام جي. بي. ماكميلان هو سياسي كندي، ولد في 24 مارس 1881، وتوفي في 7 ديسمبر 1957 في شارلوت تاون في كندا. نشط حزبياً في حزب المحافظين التقدمي لجزيرة الأمير إدوارد. وقد انتخب رئيس وزراء جزيرة الأمير إدوارد ‏ (14 أكتوبر 1933 – 15 أغسطس 1935).